# Kis-Rába
Kis-Rába är ett vattendrag i Ungern.   Det ligger i provinsen Győr-Moson-Sopron, i den västra delen av landet, 150 km väster om huvudstaden Budapest.